# 金旼鲜
金旼鲜（1999年6月16日—），韩国女子速度滑冰运动员，2023年冬季世界大学生运动会女子500米、女子1000米和混合接力赛金牌得主、2024年世界单程距离速度滑冰锦标赛女子500米银牌得主。